# 叶元龙
叶元龙（1897年—1967年），乳名桐，又名卫魂，安徽人，毕业于大同大学、威斯康辛大学，中国近代经济学家、教育家。

## 生平
1897年，叶元龙出生在安徽省歙县溪头镇蓝田村。6岁开始，叶元龙在蓝田村私立正谊小学读书。1909年，叶元龙考入浙江省衢州中学，1915年考取上海大同大学。之后留学美国，得到美国威斯康辛大学经济学硕士学位。
1927年，叶元龙回到中国，先后就任南京大学教务长，金陵大学、上海大同大学、光华大学、国立政治大学、上海商科大学等校经济系教授，国立中央大学教务处长兼法学院经济系副教授。
1932年4月，叶元龙被任命为安徽省政府委员兼教育厅长，9月开始兼任财政厅长。
1933年5月，叶元龙担任暨南大学经济系主任兼教授、商学院院长。
1934年年4月，叶元龙担任贵州省政府委员兼教育厅长、财政厅长。
1938年5月，叶元龙担任重庆大学校长，
之后担任国民政府监察院监察委员、全国善后救济总署安徽分署署长兼安徽学院院长、上海中孚银行名誉董事长、国大代表。
1949年中华人民共和国建国后，叶元龙但任大同大学商学院院长、教授。
1952年，叶元龙担任上海财经学院教授。之后成为上海社会科学院历史研究所研究员。
1967年，叶元龙在文化大革命的暴风雨前夕去世。

## 著作
- 《马歇尔价值学说批判》
- 《现代经济思想》
- 《中国财政》
- 《苏联的经济贸易》
- 《马寅初先生被扣经过》